# Sunrise Adams
Sunrise Adams (Saint Louis, 14 september 1982) is een Amerikaanse pornoactrice. Ze is een nichtje van Sunset Thomas.

## Leven
Adams startte op 8 januari 2001, op 18-jarige leeftijd, in de porno-industrie met de film More Dirty Debutantes 186 met Ed Powers als tegenspeler. In augustus 2002 sloot ze een contract met Vivid Entertainment en werd een "Vivid Girl". Ze heeft in een groot aantal films gespeeld en is hiervoor beloond met een Venus Award voor Best new starlet female USA in 2003 en een AVN Award voor Best Oral Sex Scene in 2004. Adams verscheen enkele malen op talkshows om haar boek te promoten. Tijdens haar carrière heeft ze onder andere een borstvergroting gehad.

## Onderscheidingen
- 2003: Venus Award: Best new starlet female USA
- 2004: AVN Award: Best Oral Sex Scene in Heart of Darkness

## Films (selectie)
- Last Girl Standing, 2005
- Heart of Darkness, 2004
- Debbie Does Dallas: The Revenge, 2003
- Portrait of Sunrise, 2002
- Hearts & Minds, 2002

## Televisieoptredens
- The Tonight Show with Jay Leno - 21 april 2004
- Howard Stern - 7 maart 2003
- Howard Stern - 6 maart 2003